# Керхе
Керхе (на персийски: کرخه; на арабски: الكرخة, al-Karḫa) е река в Иран и Ирак, ляв приток на Тигър, с дължина 453 km (с дясната съставяща я река Сеймере – 870 km) и площ на водосборния басейн 51 900 km². Река Керхе се образува на 533 m н.в., на 33°05′45″ с. ш. 47°31′34″ и. д. / 33.095833° с. ш. 47.526111° и. д. от сливането на двете съставящи я реки Кешганруд (лява съставяща) и Сеймере (417 km, дясна съставяща), извиращи от северните части на планината Загрос. За начало на река Керхе се смята река Сеймере. Тя е изцяло планинска река, течаща предимно по дъната на дълбоки дефилета, а понякога и в каньони. В горното си течение има северозападна и западна посока, в средното – югозападна, а в долното – югоизточна. На около 40 km преди съединяването си с река Кешганруд на нея е изграден голям хидровъзел. След образуването си река Керхе продължава да тече в югоизточно направление в дълбока и тясна планинска долина, където е изграден поредният голям хидровъзел. В района на град Дезфул излиза от планините и до устието си тече през Хузистанската низина, като се разделя на ръкави (един от тях се влива отдясно в река Карун), след което се губи в блатата Ал Хавиза. По време на пролетното пълноводие блатата преливат и се оттичат в река Тигър, на иракска територия, на 5 m н.в., в близост до град Ал Узаир. Керхе има ясно изразено пролетно пълноводие, причинено от топенето на снеговете в планините, епизодични летни прииждания в резултат от поройни дъждове във водосборния ѝ басейн и есенно-зимно маловодие. Средният годишен отток в долното ѝ течение е 166 m³/s. Водите ѝ се използват за напояване на над 100 000 ха земеделски земи в Иран и Ирак.